# Alexander Isak
Alexander Isak (n. 21 septembrie 1999, Solna, comitatul Stockholm, Suedia) este un fotbalist suedez, care joacă pe post de atacant la Newcastle în Premier League. Pe plan internațional, are prezențe la națională pentru Suedia.
Este poreclit "noul Zlatan Ibrahimovic".. 